# Dorcus
Dorcus là một chi bọ cánh cứng thuộc họ Lucanidae. Trong số 30 loài, phần lớn phân bố ở châu Á, hai loài ở Nam Âu, và 3 loài ở Bắc Mỹ.

## Một số loài
Danh sách này không đầy đủ, bạn cũng có thể giúp mở rộng danh sách.
- Dorcus akahorii
- Dorcus alcides
- Dorcus alexisi Muret & Drumont, 1999
- Dorcus amamianus

- Dorcus amamianus nomurai
- Dorcus amamianus kubotai
- Dorcus amamianus yaeyamaensis

- Dorcus antaeus
- Dorcus arfakianus
- Dorcus arrowi
- Dorcus binodulosus
- Dorcus brevis
- Dorcus bucephalus
- Dorcus carinulatus
- Dorcus consentaneus
- Dorcus curvidens

- Dorcus curvidens binodulosus

- Dorcus cylindricus
- Dorcus davidis
- Dorcus elegantulus
- Dorcus emikoae
- Dorcus eurycephalus
- Dorcus formosanus
- Dorcus gracilicornis
- Dorcus grandis

- Dorcus grandis formosanus
- Dorcus grandis grandis

- Dorcus hopei
- Dorcus hyperion
- Dorcus japonicus
- Dorcus kyanrauensis
- Dorcus metacostatus
- Dorcus miwai Benesh, 1936
- Dorcus montivagus
- Dorcus musimon Gené, 1836
- Dorcus nepalensis
- Dorcus parallelus
- Dorcus parallelipipedus – Lesser Stag Beetle
- Dorcus parryi

- Dorcus parryi volescens

- Dorcus parvulus
- Dorcus peyronis
- Dorcus prochazkai
- Dorcus ratiocinativus
- Dorcus rectus
- Dorcus reichei
- Dorcus ritsemae
- Dorcus rubrofemoralus
- Dorcus rudis
- Dorcus sawaii
- Dorcus schenklingi
- Dorcus sewertzowi
- Dorcus striatipennis
- Dorcus suturalis
- Dorcus taiwanicus
- Dorcus tanakai
- Dorcus taurus
- Dorcus tenuecostatus
- Dorcus tenuihirsutus Kim & Kim, 2010
- Dorcus thoracicus
- Dorcus titanus

- Dorcus titanus castanicolor
- Dorcus titanus daitoensis
- Dorcus titanus palawanicus
- Dorcus titanus sika

- Dorcus tormosanus
- Dorcus ursulus
- Dorcus vavrai
- Dorcus velutinus
- Dorcus vicinus
- Dorcus yamadai

## Hình ảnh

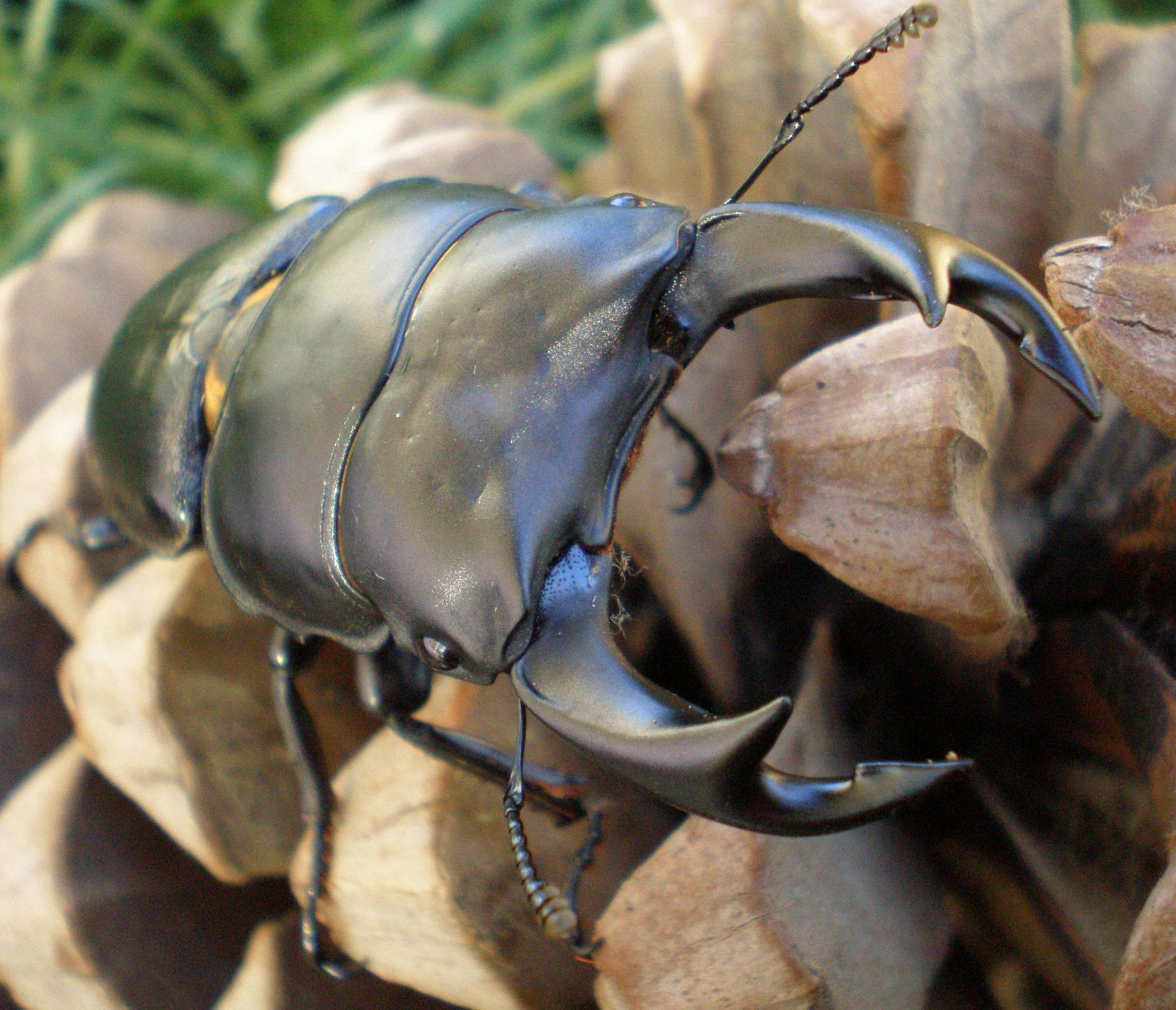
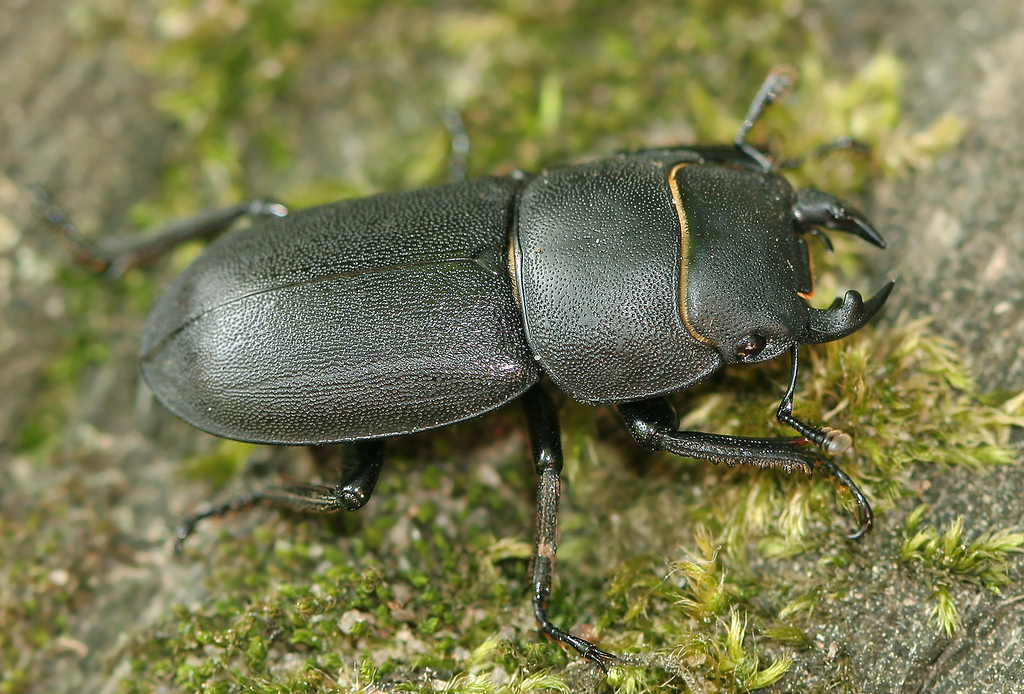
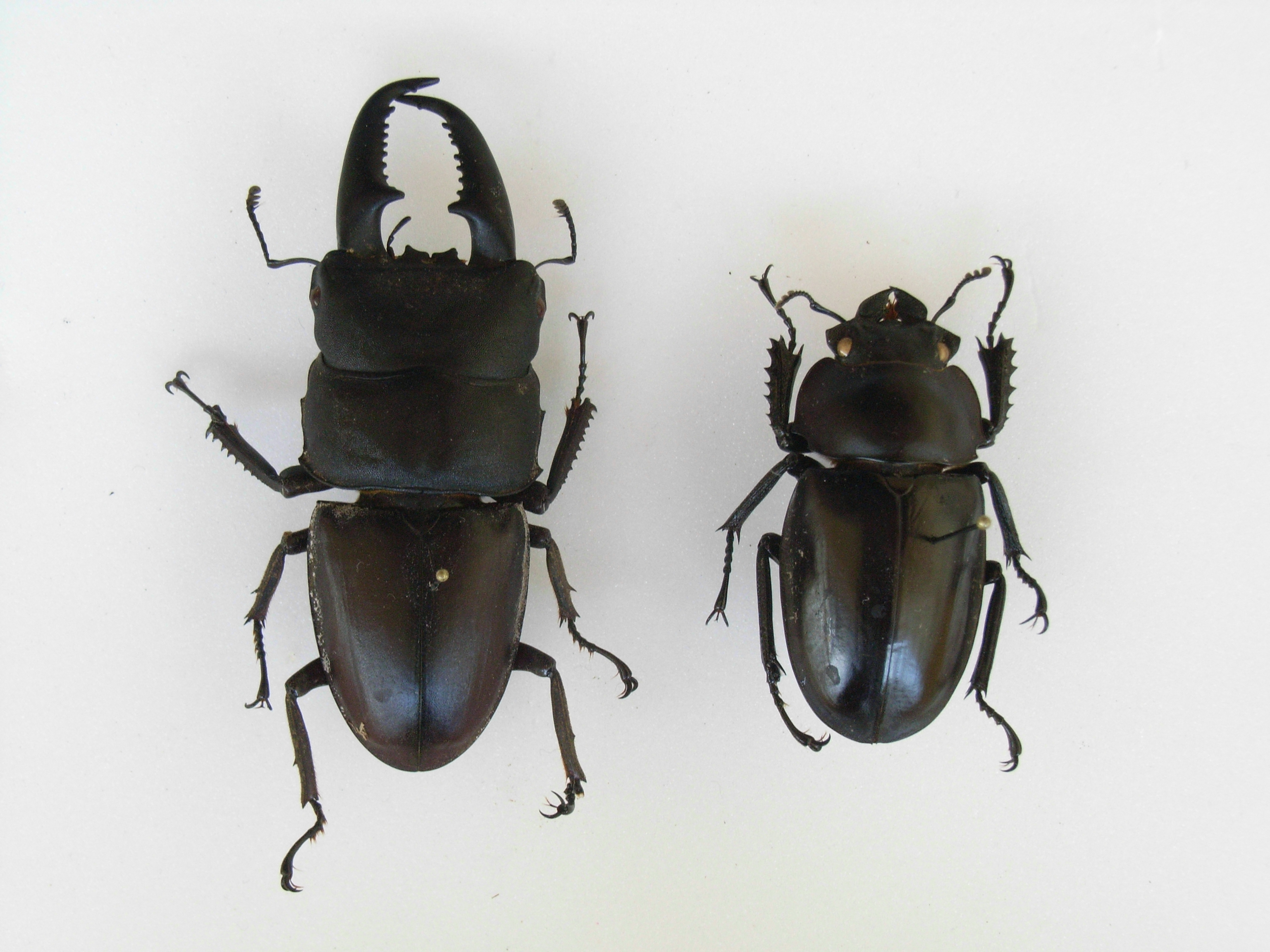
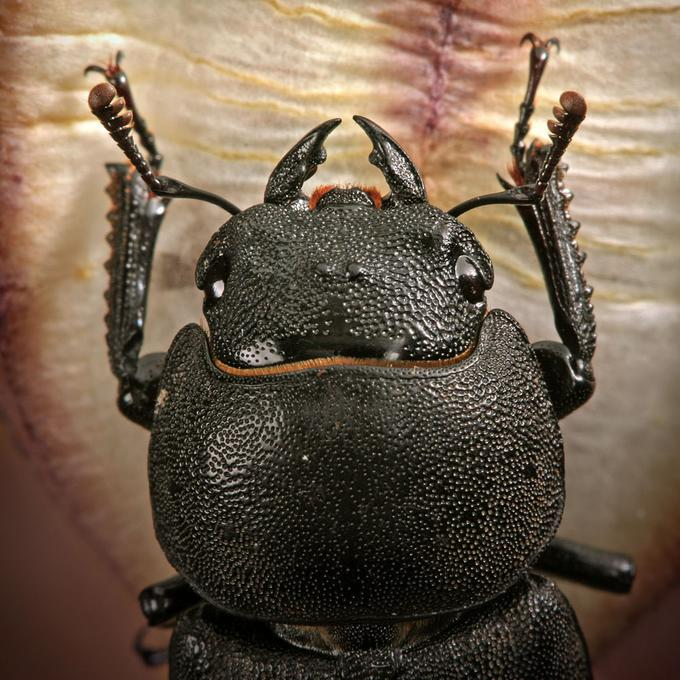